# Huapianus
Huapianus là một chi bướm đêm thuộc họ Geometridae.